# Albia Domnica
Albia Domnica (auch Albia Dominica; * um 337; † nach 378) war die Frau des römischen Kaisers Valens (364–378).

## Leben
Albia Domnica war die Tochter des patricius Petronius, der vor 364 praepositus der Martenses seniores, einer Einheit des östlichen Feldheeres, war. Das Datum ihrer Hochzeit mit Valens ist unbekannt, sie muss aber einige Jahre vor dessen Kaisererhebung stattgefunden haben, da zum Zeitpunkt der Revolte des Procopius (365–366) ihre beiden Töchter Anastasia und Carosa alt genug waren, um Grammatiklektionen zu erhalten.
Albia Domnica hatte, zusammen mit dem Patriarchen Eudoxius von Antiochia, einen großen Einfluss auf die arianerfreundliche Politik des Kaisers. Als ihr kleiner Sohn Galates um 370 (oder 372) in Caesarea schwer erkrankte, soll die Kaiserin darin in Traumvisionen eine Strafe Gottes für die schlechte Behandlung des trinitarischen Metropoliten Basilius durch den Kaiser erkannt haben. Der Thronfolger wurde gleichwohl nach arianischem Ritus getauft und starb kurz darauf.
Nach dem Tod ihres Mannes in der Schlacht von Adrianopel am 9. August 378 übernahm Albia Domnica im Osten vorläufig die Regentschaft. Sie besoldete aus dem in Adrianopel verwahrten Reichsschatz eine eilends ausgehobene  Bürgermiliz, der es gelang, die Stadt zu halten und so ein Vorrücken der Goten gegen Konstantinopel zu verhindern. Der Westkaiser Gratian, seit dem Tod des Valens nominell auch Herrscher des Ostreichs, ernannte am 19. Januar 379 Theodosius zu dessen Nachfolger. Zeitpunkt und Umstände des Todes Domnicas sind unbekannt.